# Devil Sister
Devil Sister (tiếng Thái: แอ๊บร้ายให้นายไม่รัก; RTGS: Aep Rai Hai Nai Mai Rak; tạm dịch: Giả vờ xấu xa để anh đừng yêu) là một bộ phim truyền hình Thái Lan phát sóng năm 2022 với sự tham gia của Metawin Opas-iamkajorn (Win) và Peechaya Wattanamontree (Min). Bộ phim dựa trên bộ tiểu thuyết Beauty and the Guy.
Bộ phim được đạo diễn bởi Ekkasit Trakulkasemsuk và Pantip Vibultham và sản xuất bởi GMMTV cùng với Keng Kwang Kang. Đây là một trong 22 dự án phim truyền hình cho năm 2022 được GMMTV giới thiệu trong sự kiện "GMMTV 2022 Borderless" vào ngày 1 tháng 12 năm 2021. Bộ phim được phát sóng vào lúc 20:30 (ICT), thứ Hai và thứ Ba trên GMM 25 và phát lại vào 22:30 (ICT) cùng ngày trên nền tảng trực tuyến Viu, bắt đầu từ ngày 18 tháng 4 năm 2022. Bộ phim kết thúc vào ngày 14 tháng 6 năm 2022.

## Diễn viên
Dưới đây là dàn diễn viên của bộ phim:

### Diễn viên chính
- Metawin Opas-iamkajorn (Win) vai Namcha
- Peechaya Wattanamontree (Min) vai Irin

### Diễn viên phụ
- Kanyarat Ruangrung (Piploy) vai Inn
- Suphakorn Sriphothong (Pod) vai Jin
- Nirut Sirijanya (Nhing) vai Anon (ông của Irin và Inn)
- Phatchatorn Thanawat (Ployphach) vai Paeng
- Ploi Horwang vai Namtan
- Kanticha Chumma (Ticha) vai Ployjan
- Apasiri Nitibhon (Um) vai Prapha (mẹ của Namcha)
- Phollawat Manuprasert (Tom) vai Chanin (bố của Namcha)

## Nhạc phim
| Tên bài hát                                                     | Thể hiện                      | Ref.        |
| --------------------------------------------------------------- | ----------------------------- | ----------- |
| ไม่คาดหวัง ไม่ผิดหวัง (Expect Nothing) (Mai Khat Wang Mai Phit Wang) | Metawin Opas-iamkajorn (Win)  | [ 8 ] [ 9 ] |
| ยิ่งร้ายยิ่งรัก (HEARTLESS) (Ying Rai Ying Rak)                       | Peechaya Wattanamontree (Min) | [ 10 ]      |

## Đón nhận
Tập đầu tiên của phim đã lọt top trending Twitter tại 8 quốc gia trên thế giới. Cụ thể top 1 tại Thái Lan, Indonesia, Việt Nam và Philippines, top 2 toàn cầu, Singapore và Malaysia, top 16 tại Hàn Quốc và top 38 tại Mexico.

### Rating truyền hình Thái Lan
- Trong bảng dưới đây, màu xanh biểu thị rating thấp nhất và màu đỏ biểu thị rating cao nhất.

| Tập        | Khung giờ (UTC+07:00)   | Ngày phát sóng      | Tỷ lệ rating trung bình | Ref.     |
| ---------- | ----------------------- | ------------------- | ----------------------- | -------- |
| 1          | Thứ Hai - Thứ Ba, 20:30 | 18 tháng 4 năm 2022 | 0.138%                  | [ 17 ]   |
| 2          | Thứ Hai - Thứ Ba, 20:30 | 19 tháng 4 năm 2022 | 0.077%                  | [ 18 ]   |
| 3          | Thứ Hai - Thứ Ba, 20:30 | 25 tháng 4 năm 2022 | 0.088%                  | [ 19 ]   |
| 4          | Thứ Hai - Thứ Ba, 20:30 | 26 tháng 4 năm 2022 | 0.089%                  | [ 20 ]   |
| 5          | Thứ Hai - Thứ Ba, 20:30 | 2 tháng 5 năm 2022  | 0.098%                  | [ 21 ]   |
| 6          | Thứ Hai - Thứ Ba, 20:30 | 3 tháng 5 năm 2022  | 0.112%                  | [ 22 ]   |
| 7          | Thứ Hai - Thứ Ba, 20:30 | 9 tháng 5 năm 2022  | 0.117%                  | [ 23 ]   |
| 8          | Thứ Hai - Thứ Ba, 20:30 | 10 tháng 5 năm 2022 | 0.093%                  | [ 24 ]   |
| 9          | Thứ Hai - Thứ Ba, 20:30 | 16 tháng 5 năm 2022 | 0.103%                  | [ 25 ]   |
| 10         | Thứ Hai - Thứ Ba, 20:30 | 17 tháng 5 năm 2022 | 0.091%                  | [ 26 ]   |
| 11         | Thứ Hai - Thứ Ba, 20:30 | 23 tháng 5 năm 2022 | 0.085%                  | [ 27 ]   |
| 12         | Thứ Hai - Thứ Ba, 20:30 | 24 tháng 5 năm 2022 | 0.040%                  | [ 28 ]   |
| 13         | Thứ Hai - Thứ Ba, 20:30 | 30 tháng 5 năm 2022 | 0.058%                  | [ 29 ]   |
| 14         | Thứ Hai - Thứ Ba, 20:30 | 31 tháng 5 năm 2022 | 0.116%                  | [ 30 ]   |
| 15         | Thứ Hai - Thứ Ba, 20:30 | 6 tháng 6 năm 2022  | 0.070%                  | [ 31 ]   |
| 16         | Thứ Hai - Thứ Ba, 20:30 | 7 tháng 6 năm 2022  | 0.110%                  | [ 32 ]   |
| 17         | Thứ Hai - Thứ Ba, 20:30 | 13 tháng 6 năm 2022 | 0.134%                  | [ 33 ]   |
| 18         | Thứ Hai - Thứ Ba, 20:30 | 14 tháng 6 năm 2022 | 0.145%                  | [ 34 ]   |
| Trung bình | Trung bình              | Trung bình          | 0.098% 1                | 0.098% 1 |

^1  Dựa trên tỷ lệ rating trung bình mỗi tập.

## Sản xuất
Thông báo đầu tiên của GMMTV về việc chuyển thể Beauty and the Guy được đưa ra vào tháng 10 năm 2019. Ban đầu, bộ phim mang tên Devil Sister (รักของนางร้าย) với Purim Rattanaruangwattana (Pluem) và Sutatta Udomsilp (Punpun) đóng chính. Tuy nhiên, vào tháng 9 năm 2020, GMMTV thông báo rằng bộ phim đã bị huỷ, cùng với đó là Military of Love, do ảnh hưởng của Đại dịch COVID-19. GMMTV sau đó quyết định tái khởi động dự án theo thông báo chính thức trong sự kiện "GMMTV 2022 Borderless" vào ngày 1 tháng 12 năm 2021. Phiên bản mới này sẽ do Metawin Opas-iamkajorn (Win) và Peechaya Wattanamontree (Min) đóng chính.

## Phát sóng tại nước ngoài
Bộ phim được phát sóng song song trên nền tảng trực tuyến Viu tại Indonesia, Malaysia, Singapore, Hongkong và Myanmar. Bắt đầu từ ngày 2 tháng 7 năm 2022, bộ phim sẽ được phát sóng tại Nhật Bản trên kênh TV Asahi Channel 1.